# Sonia Montecino
Sonia Cristina Montecino Aguirre (geb. 12. November 1954) ist eine chilenische Anthropologin und Schriftstellerin. Sie erhielt 2013 den chilenischen Nationalpreis für Geistes- und Sozialwissenschaften.

## Biografie
Sonia Montecino schloss 1980 ein Studium der Anthropologie an der Universidad de Chile ab. 2006 legte sie ihre Promotion an der Universität Leiden ab.
Montecino war außerordentliche Professorin und ist seit 19. August 2009 ordentliche Professorin für Anthropologie an der Fakultät für Sozialwissenschaften der Universidad de Chile. Sie war 2003 Inhaberin des UNESCO-Lehrstuhls am Centro Interdisciplinario de Estudios de Género (deutsch: Interdisziplinäres Zentrum für Genderstudien) an der gleichen Fakultät, war Mitgründerin des Zentrums und dort stellvertretende Leiterin und Leiterin.
Montecino veröffentlicht an der Universidad de Chile die Fachzeitschrift Revista Chilena de Antropología (deutsch: Chilenisches Journal für Anthropologie), koordiniert die Masterstudiengänge für Gender und Kultur an den Fakultäten für Sozialwissenschaften, Philosophie und Geisteswissenschaften und leitete von August 2007 bis 2010 das Archivo Central Andrés Bello (deutsch: Zentralarchiv Andrés Bello) der Universidad de Chile. Im Juli 2010 wurde Montecino Vize-Rektorin für Erweiterung und Kommunikation der Universidad de Chile.
Sonia Montecino hat an zahlreichen verschiedenen Kulturinitiativen teilgenommen, in etlichen Gremien gearbeitet und war Mitglied der Redaktionen mehrerer Journale, unter anderem Rocinante, Anuario de Hojas de Warmi und Mazorca.
Sie hat zahlreiche Artikel, Sachbücher und Romane veröffentlicht, meist über Identität, Geschlechterrolle und Ethnizität oder die Beziehungen zwischen Anthropologie und Literatur. Ihre Arbeit wurde mehrfach ausgezeichnet.
Sonia Montecino ist mit dem Anthropologen Rolf Foerster verheiratet.

## Ehrungen
- Premio Academia 1992  für Madres y huachos, alegorías del mestizaje chileno
- Premio Mujeres Generación Siglo XXI 2004 (Universidad de Chile)
- Premio Altazor de Ensayo 2005 für Mitos de Chile. Diccionario de seres, magias y encantos
- Premio Círculo de Cronistas Gastronómicos 2005 für Cocinas mestizas de Chile. La olla deleitosa
- Premio Gourmand World Cookbook Awards 2005 (Kategorie Mejor Libro de Historia Culinaria en Castellano de Latinoamérica) für Cocinas mestizas de Chile. La olla deleitosa
- Premio de la Asociación de Chefs de Chile Les Toques Blanches 2011 für ihren Beitrag zu kulinarischen Anthropologie[7]
- Finalista Premio Altazor 2013, Kategorie Kinder- und Jugendliteratur für Hazañas y Grandezas de los animales chilenos. Lecturas de mitos originarios para niños, niñas y jóvenes
- Premio Nacional de Humanidades y Ciencias Sociales de Chile, 2013.

## Werke
Bücher
- Los sueños de Lucinda Nahuelhual. Hrsg.: Programa de Estudios y Capacitación de la Mujer Campesina e Indígena, PEMCI, Círculo de Estudios de la Mujer, Academia de Humanismo Cristiano. Nr. 1. Santiago de Chile 1983 (spanisch).
- Ya me voy de este pueblo tan querido. Hrsg.: Programa de Estudios y Capacitación de la Mujer Campesina e Indígena, PEMCI, Círculo de Estudios de la Mujer, Academia de Humanismo Cristiano. Nr. 3. Santiago de Chile 1984 (spanisch).
- Mujeres de la tierra. Hrsg.: Ediciones CEM-PEMCI. Santiago de Chile 1984, LCCN 85-189811 (spanisch).
- Quinchamalí : reino de mujeres. Hrsg.: Centro de Estudios de la Mujer. Santiago de Chile 1986, LCCN 86-199387 (spanisch).
- El zorro que cayo del cielo y otros relatos de Paula Painén. Hrsg.: Centro de Estudios de la Mujer. Santiago de Chile 1986, LCCN 88-884933 (spanisch).
- La revuelta. Ediciones del Ornitorrinco, Santiago de Chile 1988, LCCN 88-884880 (spanisch).
- Madres y huachos : alegorías del mestizaje chileno. Editorial Cuarto Propio-CEDEM, Providencia (Chile) 1991, ISBN 956-260-024-5 (formal falsch) (spanisch).
- Sangres cruzadas : mujeres chilenas y mestizaje. In: Colección Mujeres en la cultura chilena. Nr. 1. Servicio Nacional de la Mujer, Santiago de Chile 1993, LCCN 94-186318 (spanisch).
- Ritos de vida y muerte : brujas y hechiceras. In: Colección Mujeres en la cultura chilena. Nr. 3. Servicio Nacional de la Mujer, Santiago de Chile 1994, LCCN 95-211780 (spanisch).
- Sol viejo, sol vieja : lo femenino en las representaciones mapuche. In: Centro de Estudios para el Desarrollo de la Mujer (Hrsg.): Colección mujeres en la cultura chilena. Servicio Nacional de la Mujer, Santiago de Chile 1995 (spanisch).
- Modelando el barro. Celos y sueños de la alfarería, Santiago, SERNAM, 1996
- Palabra dicha. Ensayos sobre identidades, género y mestizaje, selección de artículos y ensayos; publicación en Internet: Colección de Libros Electrónicos, Serie: Estudios, Facultad de Ciencias Sociales, Universidad de Chile, 1997 (Abgerufen am 6. Juli 2011)
- Juego de identidades y diferencias: representaciones de lo masculino en tres relatos de vida de hombres chilenos, PIEG, Facultad de Ciencias Sociales, Universidad de Chile, 1999
- Sueño con menguante. Biografía de una Machi, Editorial Sudamericana, 1999
- Mitos de Chile: diccionario de seres, magias y encantos, Editorial Sudamericana, 2003
- Cocinas mestizas de Chile. La olla deleitosa, editado por el Museo de Arte Precolombino con el Auspicio del Banco Santander, Santiago, 2005 (la editorial Catalonia lo reeditó al año siguiente)
- Lucila se llama Gabriela, Ediciones Castillo, México D.F., 2006
- Materia y memoria. Tesoros patrimoniales de la Universidad de Chile, en coautoría con Alejandra Araya; Tinta Azul. Ediciones de la U. de Chile, Santiago, 2011[8]
- Hazañas y Grandezas de los animales chilenos. Lecturas de mitos originarios para niños, niñas y jóvenes, en coautoría con Catalina Infante y con ilustraciones de Macarena Ortega; Catalonia, Santiago, 2012

Als Herausgeberin
- Revisitando Chile: identidades, mitos e historias, Cuadernos Bicentenario Presidencia de la República, editor Arturo Infante, 2005
- Reencantando Chile. Voces populares, Cuadernos Bicentenario, Santiago, 2005[9]
  - Mujeres chilenas: fragmento de una historia, Ediciones Cátedra Género de la UNESCO-Catalonia, 2007[10]

Artikel (Auswahl)
- Diversidad Cultural y equidad de género: avances y desafíos pendientes, en Persona y Sociedad, vol. 15 Nº1, mayo 2001, revista ILADES
- Género y etnicidad una experiencia de aula, eevista VETAS del Colegio de San Luis, México, año IV, número de enero a abril, 2002
- Nuevas feminidades y masculinidades: Una mirada de género al mundo evangélico de La Pintana, Centro de Estudios Públicos Nº87, 2002, p. 73-103
- Presentación del libro 'Emergencias' de Diamela Eltit, Anales de Literatura Chile, año 3, diciembre de 2002, Nº3, 151-157
- Piedras, mitos y comidas, antiguos sonidos de la cocina chilena. La Calapurca y el curanto, revista Atenea, primer semestre 2003, Nº487, p.33-49, Universidad de Concepción
- El cuerpo femenino como 'circulante' del mercado, revista Creaciones Ciudadanas, la sociabilidad chilena, Nº2, invierno de 2003
- Notas para una reflexión sobre las identidades de género en Chile. Tiempos de neomachismo y representaciones de lo femenino/masculino, revista Testimonio Nº205, 2004, p.7–16
- Inicios de siglo y debates inconclusos, revista Análisis, Política, Economía, Sociedad, temas del año 2003, Depto. de Sociología de la Facultad de Ciencias Sociales de la Universidad de Chile, 2004, p. 111-117
- Signos de exclusión: Las relaciones de género y el juego de lo invisible/visible, revista MAD Nuevas exclusiones en la complejidad contemporánea, Ediciones MAD, Universidad de Chile, p. 139-148, 2006
- Reflexiones sobre oralidad y escritura, revista Patrimonio Cultural;  Calapurca, edición Aniversario, 2007